# Serfaus
Serfaus je jedna od općina u distriktu Landeck u pokrajini Tirol, Austrija. Nalazi se na nadmorskoj visini od 1.429 metara, a prema podacima od 1. siječnja 2011. godine ima 1.077 stanovnika.

## Opće informacije
Serfaus je maleno mjesto, ali je široko poznat po skijaškim aktivnostima te svojoj „podzemnoj željeznici“ (na njemačkom jeziku Dorfbahn Serfaus), koja je najkraća podzemna željeznica na svijetu. Serfaus s još dvije susjedne općine, po imenima Fiss i Ladis, čini poznato skijaško odmarališten Serfaus-Fiss-Ladis.

## Povijest

### Počeci
Najstariji tragovi civilizacije u ovim predjelima potječu iz Brončanog doba. Predrimska imena polja i keltski crteži upućuju na to da je regija rano naseljena. Stari povjesničari opisali su spomenuto područje pod nazivom Raetia, a stanovnike su nazvali Raeti. Nakon što su oko 15. godine po. Kr. Rimljani zavladali ovim područjem, počela se mješati njihova i Raetska kultura. Tijekom 6. stoljeća visoravan su počeli naseljavati Bavarii, plemena koja su govorila njemačkim jezikom, pa se ponovno dogodilo stapanje kultura. Naselje Serfaus prvi se puta spominje u 11. stoljeću.

### 19. stoljeće
Sve do 1891. godine Serfaus je bio dio župe Serfaus. Tijekom 19. stoljeća u pokrajini Tirol počeo se značajno razvijati turizam.

### 20. stoljeće
Godine 1942. 14 kuća izgorjelo je u požaru te 16 obitelji učinilo beskućnicima. Nakon Drugog svjetskog rata selo je obnovljeno. 1985. godine puštena je u promet Podzemna željeznica Serfaus (na njemačkom jeziku: Dorfbahn Serfaus), što u doslovnom prijevodu znači „Seoska željeznica u Serfausu“. 

## Turizam

### Počeci
Serfaus se nalazi u blizini stare rimske ceste Via Claudia Augusta, te su ljudi ovdje prolazili stotinama godina. Osim toga, marijanska hodoćašča iz Srednjeg vijeka dodatno su uzrokovala putovanja u i korz selo. U podacima Terezijanskog katarstra iz 1776. godine nalazi se podatak koji osobi po imenu Johaness Penz „daje dozvolu da otvori krčmu“. 

### 19. stoljeće
Godine 1812. stanovnicima Serfausa nametnut je posebni porez na dolazak stranaca u njihove krčme te korištenje smještaja. Ovi podaci ukazuju na to da je već tada postojao određen oblik turizma, iako još nerazvijen.

### 20. stoljeće
S početkom 20. stoljeća skijaši su otkrili mogućnosti koje nudi regija te su 1912. godine razradili plan za izgradnju male skijaške kolibe na jednoj od planinskih livada koje okružuju selo. To su bili počeci razvoja modernog turizma.
Dolazak Prvog svjetskog rata i poslijeratne krize usporili su daljni razvoj turizma. Vrhunac međuratnog razdoblja postignut je u sezoni 1931./1932., kada je ostvareno 30.000 turističkih noćenja. S vremenom su smještajni kapaciteti postali nedovoljni, pa su se konstantno širili. Danas je Serfaus jedno od najpoznatijih zimskih turističkih odredišta pokrajine Tirol.